# توماس أكدا
توماس أكدا (بالهولندية: Thomas Acda)‏ (ولد أمستردام، 6 مارس 1967) ممثل، كوميديان، ومغني هولندي. يعرف بأنه عضو الثنائي Acda en De Munnik.

## أفلامه
- In Het Belang Van De Staat، 1997
- All Stars، 1997
- Fl. 19,99، 1998
- Madelief: Krassen in het Tafelblad، 1998
- Missing Link
- Lek، 2000
- In Oranje، 2004
- De scheepsjongens van Bontekoe، 2007
- Alles is liefde، 2007
- Lover of Loser، 2009
- All Stars 2: Old Stars (2011)
- شرطة المدينة (مسلسل)، (2010 - 2013)